# Ceraphron testaceipes
Ceraphron testaceipes är en stekelart som beskrevs av Jean-Jacques Kieffer 1904. Ceraphron testaceipes ingår i släktet Ceraphron och familjen pysslingsteklar. Inga underarter finns listade i Catalogue of Life.